# Elecciones parlamentarias de Tayikistán de 2025
Las elecciones parlamentarias tuvieron lugar en Tayikistán el 2 de marzo de 2025 para elegir la Asamblea de Representantes. Las elecciones tuvieron lugar sin observadores independientes y acabó en una amplia mayoría para el partido en el cargo, El Partido Democrático Popular.

## Sistema electoral
Los 63 miembros de la Asamblea de Representantes se eligen por dos métodos: 41 miembros se eligen en circunscripciones uninominales mediante el sistema de dos vueltas, mientras que 22 escaños se eligen por representación proporcional en una circunscripción única de ámbito nacional, con un umbral electoral del 5%. Los electores votan una sola vez por un candidato en su circunscripción uninominal, y el total de votos recibidos en todas las circunscripciones se utiliza para determinar los escaños proporcionales. En cada circunscripción, la participación electoral debe ser de al menos el 50% para que las elecciones se declaren válidas.
De los 33 miembros de la Asamblea Nacional, 45 son elegidos indirectamente por los consejos de distrito y municipales de las cinco regiones de Tayikistán para un mandato de cinco años, y cada región está representada por igual número de miembros. Los otros ocho miembros son nombrados por el presidente.

## Reacciones
Rusia, China y los vecinos centroasiáticos de Tayikistán respaldaron los resultados electorales, mientras que la Organización para la Seguridad y la Cooperación en Europa (OSCE) se negó a enviar observadores debido a la falta de garantías formales de que se les permitiría realizar su trabajo. La comisión electoral tayika tampoco emitió acreditaciones a medios de comunicación no afiliados al gobierno tayiko, incluyendo la filial local de Radio Free Europe/Radio Liberty y Asia-Plus, alegando problemas administrativos.